# 샘꽈리

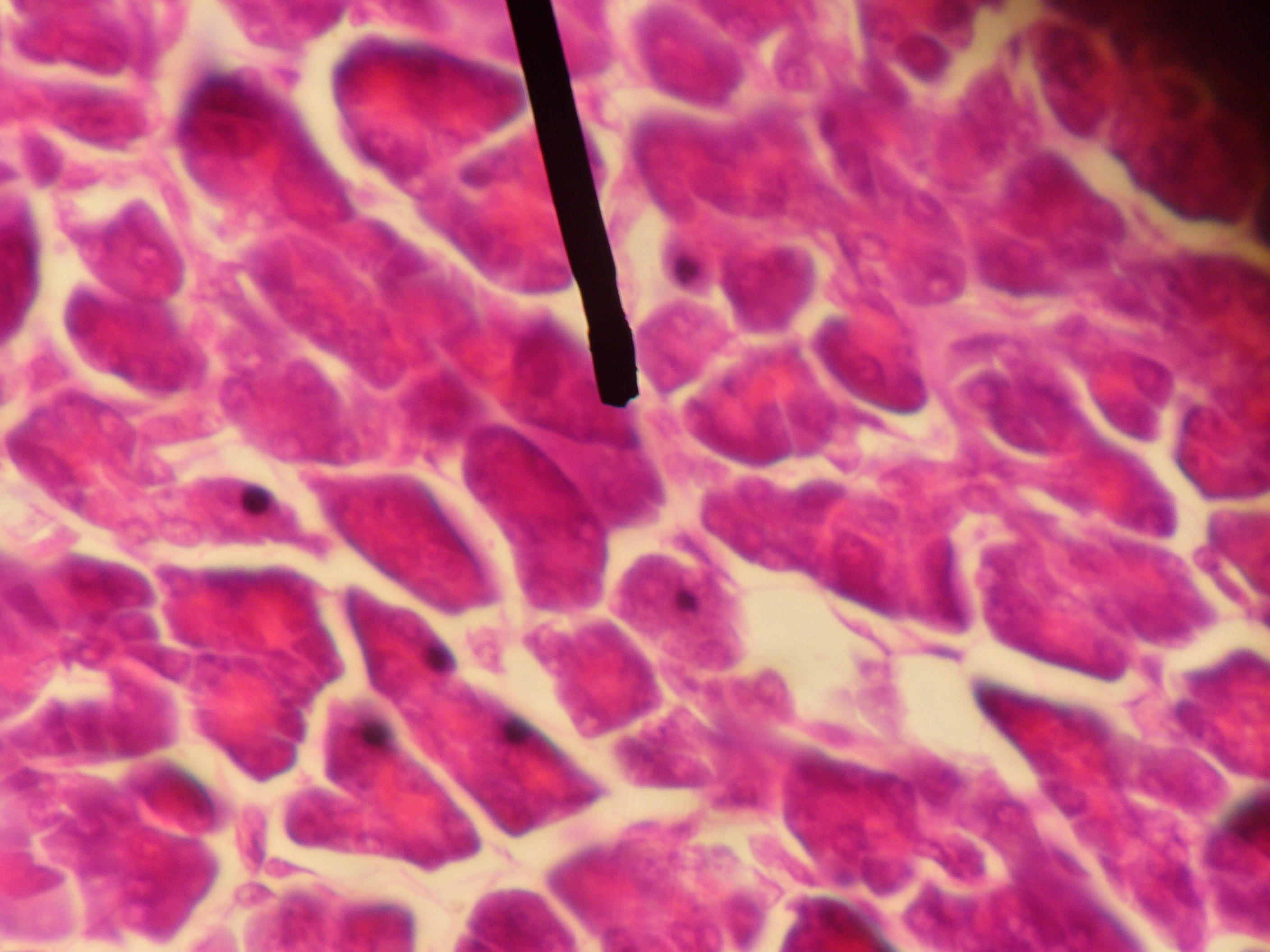
사람의 샘꽈리세포

샘꽈리(acinus, 복수형은 acini) 또는 세엽(細葉), 선방(腺房), 선포(腺胞)는 많은 수의 세포가 작은 주머니 모양으로 모여 있는 구조를 의미한다. 분비물이 나가는 외분비샘의 끝부분은 샘꽈리를 이루고 있으며, 샘꽈리의 대표적인 예시로는 폐를 이루고 있는 폐포가 있다.

## 외분비샘
외분비샘의 샘꽈리는 다음과 같은 여러 장기들에서 발견된다.
- 간
- 눈물샘
- 두피의 피지샘
- 망울요도샘
- 위[1]
- 젖샘
- 췌장[2]
- 혀의 침샘[3]

갑상샘의 소포(follicle)도 샘꽈리로 간주하기도 하지만, 소포는 호르몬을 주로 분비하는 내분비샘이다.

## 폐
폐의 종말세기관지 끝은 호흡세기관지, 폐포관, 폐포주머니, 폐포를 포함하고 있는 꽈리 구조가 시작하는 지점이다.